# Jaworze Jasienica

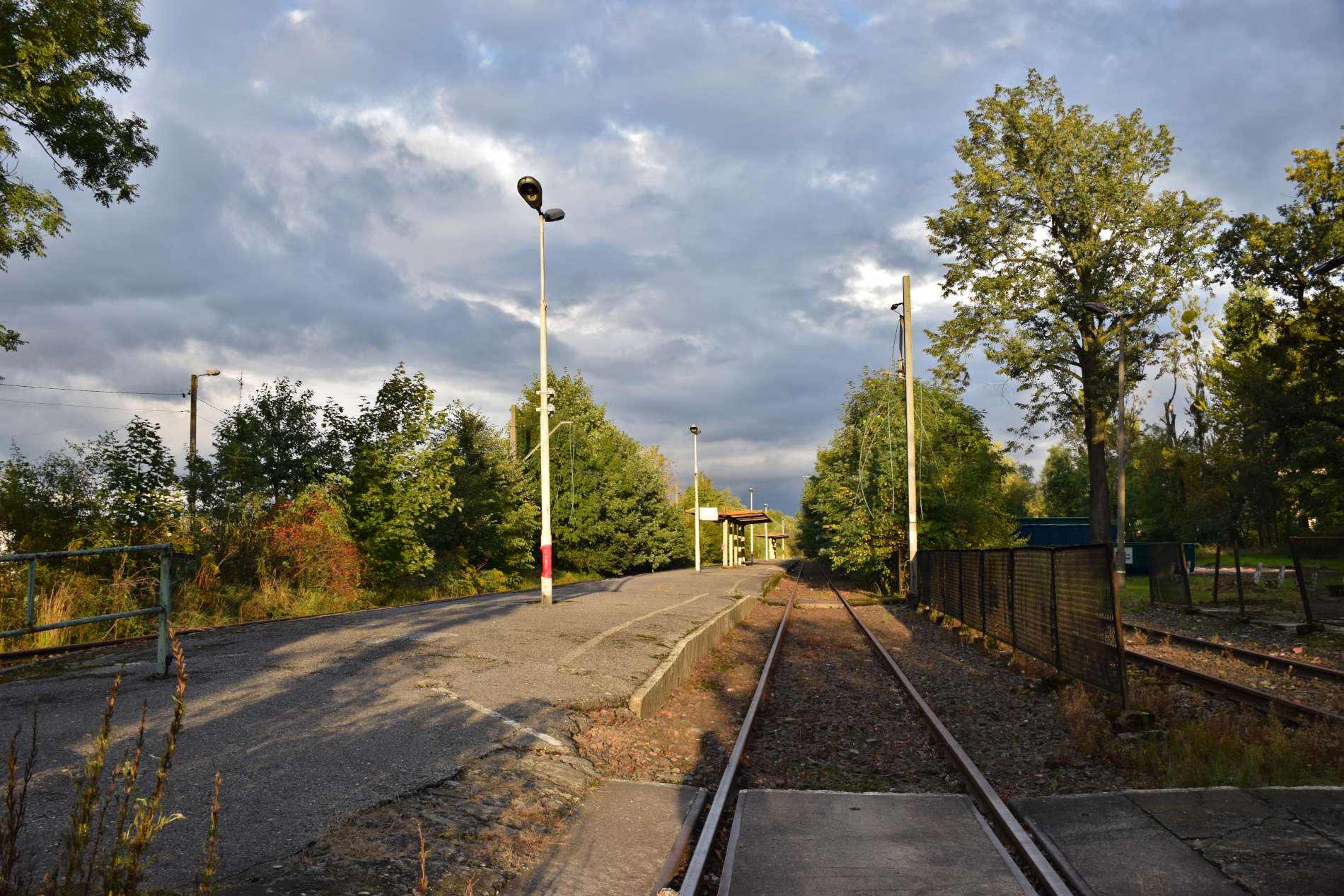
Stacja kolejowa Jaworze Jasienica (2022)

Jaworze Jasienica – stacja kolejowa w Jasienicy w powiecie bielskim, w województwie śląskim. Znajduje się na wysokości 337 m n.p.m.

## Historia
Stacja kolejowa została otwarta w 1888 roku na linii Kolei Miast Morawsko-Śląskich łączącej Morawy i Śląsk Cieszyński wraz z przedłużeniem do Kalwarii Zebrzydowskiej. Wybudowano dwukondygnacyjny budynek dworcowy o architekturze austriackiej. Powstanie stacji kolejowej w Jaworzu umożliwiło turystom wypoczywającym w uzdrowisku dojazd pociągami pasażerskimi. W budynku dworcowym funkcjonowała restauracja. Na stacji kolejowej została postawiona bramka skrajniowa i szalety. Podczas elektryfikacji zlikwidowano wąskie perony oraz wybudowano pojedynczy peron. Na stacji zamontowano świetlne tarcze manewrowe. Poczekalnia dworca została zamknięta w 2003 roku. Charakterystyczne drewniane zadaszenie dworca zostało zdemontowane w czerwcu 2010 roku. Budynek dworca jest zamieszkany.